# Johann Esaias Silberschlag

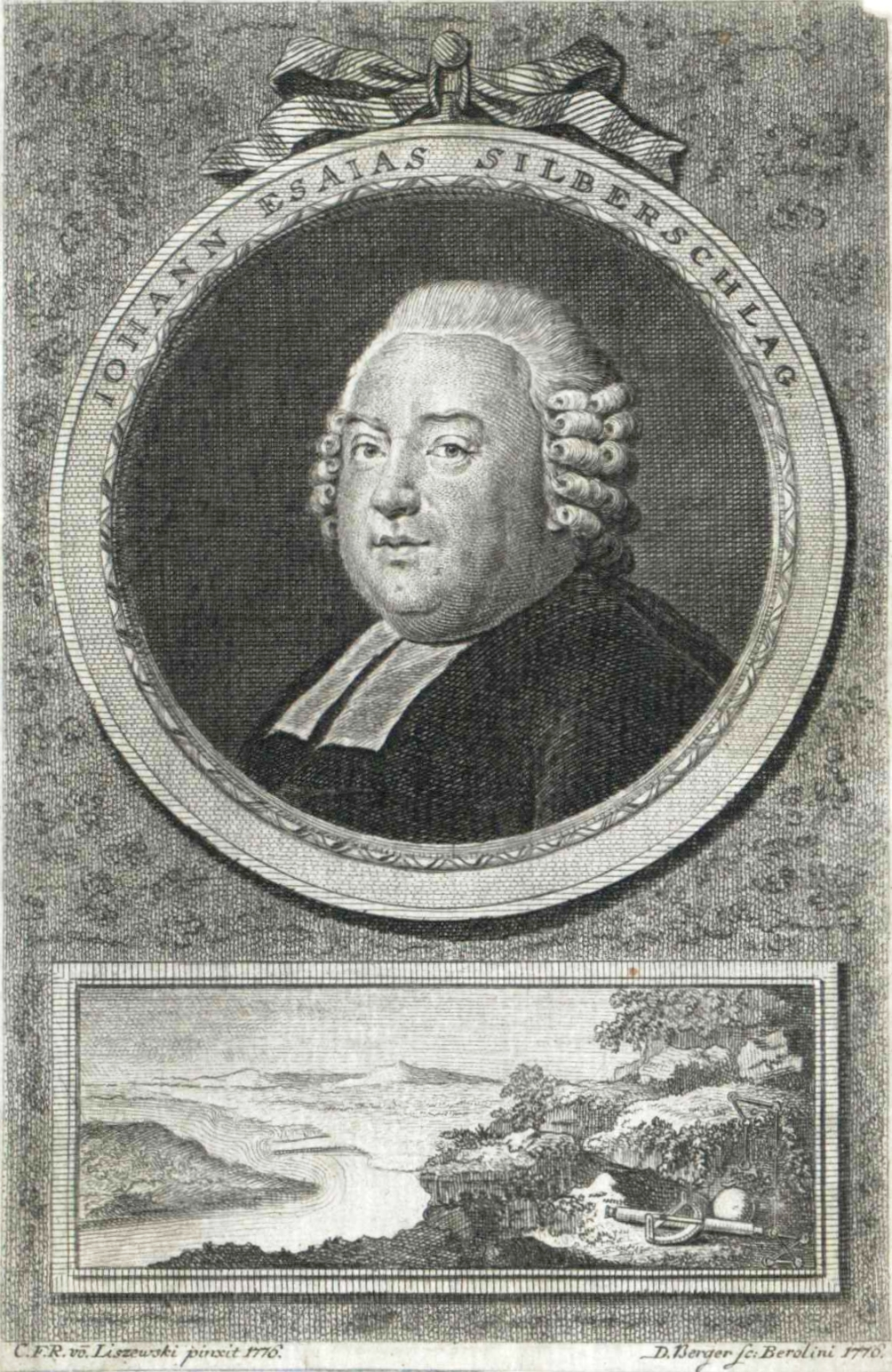
Johann Esaias Silberschlag, Stich von Daniel Berger (1776), nach Christoph Friedrich Reinhold Lisiewski

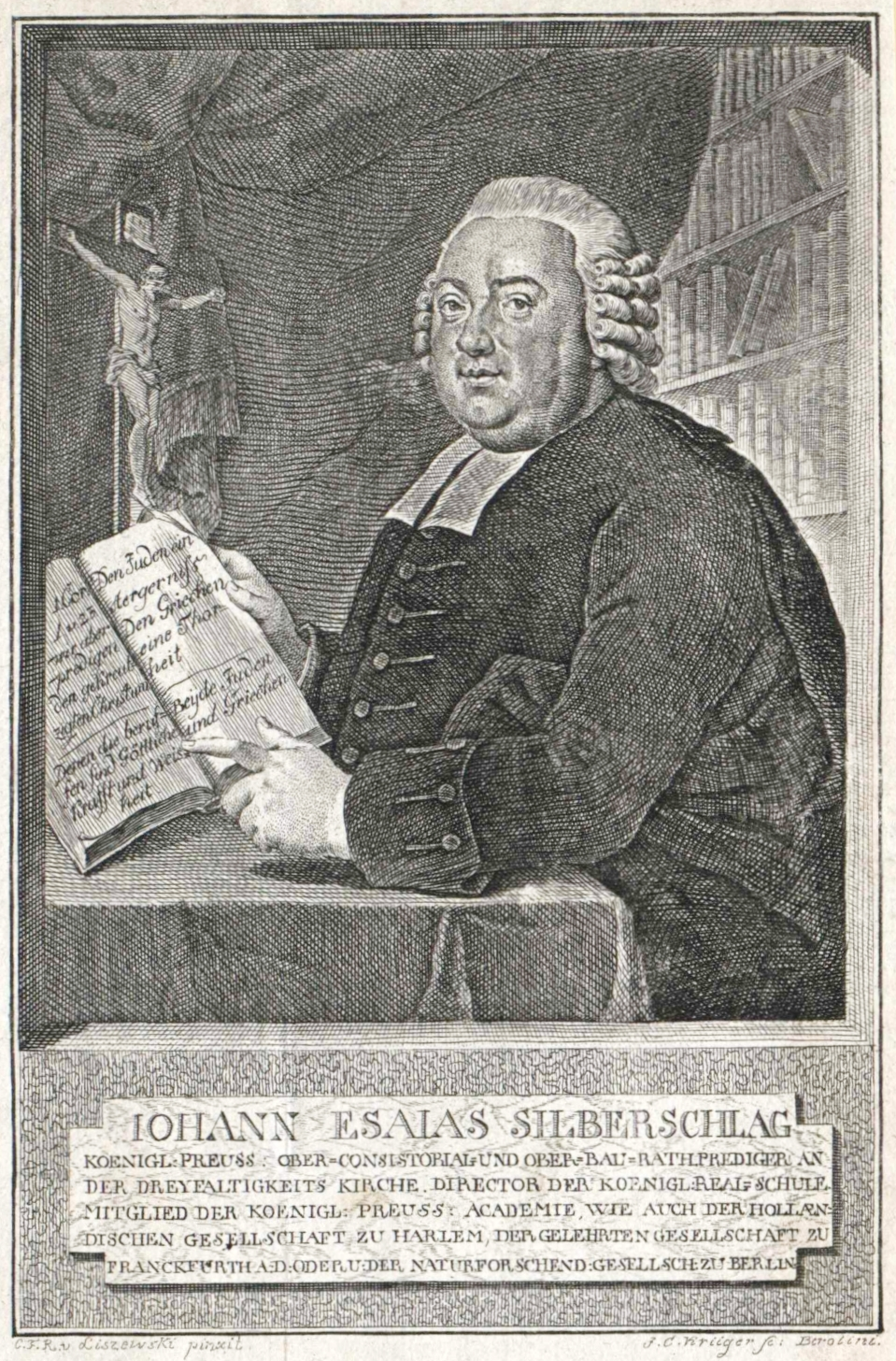
Stich von Johann Conrad Krüger nach Christoph Friedrich Reinhold Lisiewski

Johann Esaias Silberschlag (* 16. November 1721 in Aschersleben; † 22. November 1791 in Berlin) war ein preußisch lutherischer Theologe und Naturforscher. 
Er wurde als Wasserbaufachmann und Schulreformer bekannt. Sein Name ist insbesondere mit der Einführung des Realschulunterrichts verbunden. Sein Halbbruder war der Naturwissenschaftler Georg Christoph Silberschlag.

## Leben
1745 wurde er Lehrer im Kloster Berge bei Magdeburg, bis er 1753 Prediger in Wolmirsleben wurde. Von 1756 bis 1766 war er Pfarrer an der Heiliggeistkirche in Magdeburg. 1760 folgte seine Berufung als Auswärtiges Mitglied der Königlich-Preußischen Akademie der Wissenschaften, 1786 wurde er Ordentliches Mitglied. 1766 errichtete er eine Wasserkunst auf dem Fürstenwall in Magdeburg. 
Am 25. Juni 1769 lieferte er König Friedrich II. von Preußen ein Gutachten über den Vorschlag, in dem Burgörnerischen Revier eine Windmaschine anzulegen, um damit das eindringende Grubenwasser zu heben. Dabei kam er zum Ergebnis, dass bei Windstille nichts anderes übrig bleibt, als auf eine Dampfmaschine, wie sie in England, Schweden oder Ungarn bereits eingesetzt wurde, zurückzugreifen. Infolgedessen wurde eine Dampfmaschine nach der Bauart von James Watt erstmals auf preußischem Boden im Revier Burgörner eingesetzt.
1769 wurde er Direktor der Realschule in Berlin. 1770 erfolgte seine Ernennung zum Geheimen Baurat (1787 Geheimer Oberbaurat) für das neu errichtete Oberbaudepartement, Referat Maschinenwesen und Wasserbau. 1780 beobachtete er die Erscheinung Brockengespenst. Im Jahr 1788 erstellte er ein Gutachten für die Regulierung der Elbe bei Magdeburg.
Silberschlag vertrat die Auffassung, es gebe keinen wirklichen Gegensatz zwischen der Theologie und der Naturwissenschaft, und verfocht diese Meinung in seiner Geogenie oder Erklärung der mosaischen Erderschaffung nach physikalischen und mathematischen Grundsätzen. 
Der Mondkrater Silberschlag wurde nach ihm benannt. Die Stadt Magdeburg benannte ihm zu Ehren eine Straße als Silberschlagstraße.

## Schriften (Auswahl)
- Theorie der am 23. Julii, 1762 erschienen Feuer-Kugel. Magdeburg, Stendal und Leipzig 1764. (Digitalisat)
- Abhandlung vom Wasserbau an Strömen. Fritsch, Leipzig 1766. (Digitalisat)
- Sendschreiben über das am 18ten des Jänners zu Berlin beobachtete Nordlicht. Realschulbuchhandlung, Berlin 1770. (Digitalisat)
- Ausführliche Abhandlung der Hydrotechnik oder des Wasserbaues. Fritsch, Leipzig 1772. (Digitalisat)
- Geogenie oder Erklärung der mosaischen Erderschaffung nach physikalischen und mathematischen Grundsätzen. Realschulbuchhandlung, Berlin 1780. (Digitalisat Theil 1), (Theil 2)
- Chronologie der Welt berichtiget durch die heilige Schrift. Realschulbuchhandlung, Berlin 1783. (Digitalisat)

## Hinweise und Einzelnachweise
1. ↑  ADB und Deutsches Museum geben 1716 als Geburtsjahr an
2. ↑  Mitglieder der Vorgängerakademien. Johann Esaias Silberschlag. Berlin-Brandenburgische Akademie der Wissenschaften, abgerufen am 17. Juni 2015.

| Personendaten    | Personendaten                                        |
| ---------------- | ---------------------------------------------------- |
| NAME             | Silberschlag, Johann Esaias                          |
| KURZBESCHREIBUNG | deutscher lutherischer Geistlicher und Naturforscher |
| GEBURTSDATUM     | 16. November 1721                                    |
| GEBURTSORT       | Aschersleben                                         |
| STERBEDATUM      | 22. November 1791                                    |
| STERBEORT        | Berlin                                               |